# Valerij Bganba
Valerij Bganba (abchazsky Валери Рамшух-иԥа Бганба, Valeri Ramšuch-ipa Bganba, rusky Валерий Рамшухович Бганба; * 26. srpna 1953, Bzyb, Abchazská ASSR) je abchazský politik. V letech 2012 až 2017 zastával funkci předsedy abchazského parlamentu. Během politické krize v roce 2014 stanul po rezignaci prezidenta Aleksandra Ankvaba jako úřadující prezident Abcházie až do řádných voleb, které vyhrál Raul Chadžimba. Během posledních dvou let Chadžimbovy vlády působil v roli premiéra země a po jeho rezignaci v roce 2020 podruhé zastával funkci úřadujícího prezidenta.

## Biografie
Bganba se narodil v Bzybu 26. srpna 1953. V této vesnici i získal základní a střední vzdělání. Už od svých 16 let pracoval v místním dřevozpracujícím podniku. V roce 1971 odešel studovat zemědělství na Kubáňskou státní univerzitu v Krasnodaru, kde v roce 1976 získal diplom. Po skončení studií nastoupil do sovchozu „Gardalinskij“ Argun v Čečensku. V roce 1978 se vrátil do Abcházie a rok pracoval v Gagře na radnici, kde působil na zemědělském odboru. Zároveň začal působit v komsomolu, kde byl v roce 1979 zvolen druhým tajemníkem.
Od roku 1982 byl na gagerské radnici vedoucím odboru zemědělství. V roce 1989 byl jmenován ředitelem tabákového a fermentačního závodu v Candrypši a zároveň se stal předsedou zemědělského odboru okresu Gagra.

### Raná politická kariéra
V roce 1991 vstoupil díky změnám poměrů a vyhlášení nezávislosti Abcházie na Gruzínské SSR do politiky a byl zvolen poslancem do Nejvyššího sovětu abchazské autonomní republiky. V letech 1992–1993 během války v Abcházii byl coby poslanec členem štábu obrany města Gagra a také členem štábu obrany v Bzybu. Po několika letech práce v parlamentu se přesunul zpět na regionální úroveň a byl v roce 1998 zvolen předsedou okresní rady okresu Gagra. V prosinci 2002 byl jmenován předsedou okresu Gagra. Tuto pozici Bganba opustil 25. května 2006 na vlastní žádost, kterou musel zaslat prezidentovi Bagapšovi. Tehdy na rok opustil politiku a stal se ředitelem ozdravovny SP Amra-International v Gagře.
V roce 2007 už ale opět kandidoval ve volbách do parlamentu a stal se znovu poslancem. Až do roku 2012 byl členem parlamentního výboru pro agrární politiku, přírodní zdroje a životní prostředí. Ve volbách v roce 2012 a patřil mezi pětici politiků, jimž se povedlo obhájit mandát. 3. dubna 2012 byl zvolen hlasy 21 poslanců z 33 předsedou Abchazského lidového shromáždění.

### Úřadující prezident (2014)
V květnu až červnu 2014 patřil mezi hlavní aktéry závažné politické krize, jež vedla k rezignaci prezidenta Ankvaba 1. června. Ještě 31. května byl Bganba na mimořádné schůzi lidového shromáždění zvolen úřadujícím prezidentem, dle slov Ankvaba v rozporu se zákony, přičemž tuto schůzi parlamentu přirovnal slábnoucí prezident k divadlu. Ankvab však nakonec přece jen na přání opozice uznal svou porážku, rezignoval a předal prezidentskou pečeť Bganbovi, jenž se tak definitivně stal úřadujícím prezidentem Abcházie. Funkci vykonával do 25. září, kdy se prezidentského úřadu ujal nově zvolený Raul Chadžimba.
Bganba se poté vrátil ke své původní funkci předsedy lidového shromáždění. Během jeho krátkého prezidentování se povedlo uklidnit situaci ve společnosti a zvládnout následky nepokojů. V roce 2016 se podílel v parlamentu na prosazení správní reformy, jež od té doby zaručovala okresním správám více pravomocí a autonomie v rozhodnutích, včetně otázek předsedy okresu. Reforma navazovala na nové zákony o rozpočtu z předešlého roku, které udělily právo okresním zastupitelstvům schvalovat svůj rozpočet. Dříve totiž schvaloval rozpočet okresních správ parlament.

### Premiér Abcházie
Dne 18. září 2018 byl prezidentem Chadžimbou jmenován novým premiérem po tragické smrti jeho předchůdce Gennadije Gaguliji. Pustil se do realizace investic v rámci rozvojového programu Abcházie, plánovaných už od roku 2017, mezi něž patřily například nové okresní třídírny odpadů s důkladnou recyklací. Dále řešil značné škody v zemědělství, zejména v souvislosti s přemnoženými škůdci: Nosatec palmový a můra Paysandisia archon neboli palmový motýlek, kteří jsou schopni zlikvidovat během tří měsíců palmu podobným způsobem jako kůrovec smrk, a kteří se do Abcházie dostali jako nebezpečný invazní druh o tři roky dříve. Podobně závažný problém představovali pro Bganbu a zejména pro abchazskou veterinární správu přemnožení šakali ve východní Abcházii, kde navíc začalo prudce přibývat útoků těchto šelem na lidi.
Na podzim 2019 spolupodepsal návrh na reorganizaci Chadžimbovy vlády po volbách konaných v téže době, v které opět usedl do premiérského křesla.

### Úřadující prezident (2020)
Když Chadžimba 12. ledna 2020 rezignoval z funkce prezidenta, Bganba se stal znovu úřadujícím prezidentem Abcházie. Volba jeho nástupce se uskutečnila 22. března 2020. Bganbu čekal těžší úkol než minule, neboť musel vést zemi nejen směrem k předčasným volbám za rozbouřeného stavu, ale musel se také potýkat s nástupem pandemie covidu-19 a přijímat tvrdá omezení vzhledem k šíření viru v sousední Gruzii i v Rusku, včetně uzavření hranic.
Jakmile se úřadu prezidenta republiky chopil vítěz voleb Aslan Bžanija, podal Bganba hned dvě demise: na funkci premiéra i prezidenta.